# Davey Havok
David Paden Marchand, más conocido como Davey Havok (Rochester, Nueva York, Estados Unidos; 20 de noviembre de 1975) es un cantante, compositor y diseñador de moda estadounidense, actualmente miembro de las bandas AFI y Blaqk Audio. Lleva un estilo de vida straight edge y es vegano.

## Biografía
Tiene origen italoestadounidense. Su padre murió cuando era pequeño, por lo que su madre se volvió a casar y él adoptó el apellido de su padrastro, Marchand. Cuando Havok tenía 5 años, él y su familia se mudaron de Rochester a Ukiah (California). Allí estudió en la escuela católica hasta el octavo grado. 
Durante su época de instituto conoció a Mark Stopholese, Vic Chalker y Adam Carson. Junto a ellos, la idea de formar una banda se fue gestando en lo que más tarde se conocería como AFI. Actualmente, Davey y Adam son los únicos que siguen tocando en el grupo.
Empezó a estudiar psicología, pero no terminó la carrera. En ese tiempo escribió canciones que servirían para futuros álbumes de la banda, como Answer That and Stay Fashionable y Very Proud of Ya. Desafortunadamente, como toda banda principiante, surgieron pequeños problemas; entre ellos la ausencia de un batería a tiempo completo, por lo que Mark sugirió que su amigo Adam se uniese a la banda. Otro problema fue que no sabían tocar ningún instrumento, pero reconocían que Davey tenía una voz excelente, así que Mark aprendió a tocar la guitarra y Vic el bajo (al que Geoff Kresge sustituyó unos años después).
Aparte de pertenecer a AFI, ha colaborado en otro proyecto paralelo en la discográfica Nitro Records, Son of Sam, y tiene otro grupo junto a Jade Puget (guitarrista actual de AFI) llamado Blaqk Audio, el cual lanzó su primer disco en agosto de 2007 y el segundo en septiembre de 2012. 
Ha prestado su voz para algunos álbumes de Transplants, The Offspring, The Nerve Agents, Dance Hall Crashers y Tiger Army. 
Davey Havok cita como influencias a Robert Smith (vocalista, compositor y guitarrista de The Cure) y a Queen, entre otros artistas.

## Línea de ropa
Cuenta con su propia línea de ropa llamada ZuBoutique donde se puede encontrar y comprar en la red. Había sacado otra línea de ropa hace años, pero no tuvo tanto éxito como la actual.

## Actualidad
Se encuentra trabajando en un nuevo proyecto llamado Dreamcar, junto a Tony Kanal (bajista de No Doubt), Tom Dumont (guitarrista de No Doubt) y Adrian Young (batería de No Doubt).

## Discografía

### Con AFI
- 1995: Answer That and Stay Fashionable
- 1996: Very Proud of Ya
- 1997: Shut Your Mouth and Open Your Eyes
- 1999: Black Sails in the Sunset
- 2000: The Art of Drowning
- 2003: Sing the Sorrow
- 2006: Decemberunderground
- 2009: Crash Love
- 2013: Burials
- 2017: AFI (The Blood Album)
- 2021: Bodies

### Con Blaqk Audio
- 2007: CexCell
- 2012: Bright Black Heaven
- 2016: Material
- 2019: Only Things We Love
- 2020: Beneath the Black Palms
- 2022: Trop d'amour

### Con Dreamcar
- 2017: Dreamcar